# 預言カフェ
預言カフェ（よげんカフェ）は高田馬場など都内2ヶ所に出店（2020年8月現在）する飲食店。メニューの中に神からのメッセージ「預言」があることで話題を呼ぶ。宗教法人ARISE5東京キリスト教会が運営し、アライズ東京キリスト教会牧師、吉田万代（よしだ かずよ）がオーナーを務める。コーヒーを注文する際に「預言を受けたい」と申し出れば、「預言」を聞くことができる。

## 概要
預言カフェは2003年10月に東京都神田にオープンした。2005年に水道橋、2007年に早稲田、2010年に高田馬場に移転した。2016年には2号店となる赤坂店をオープンした。
来店者への「預言」は、新約聖書の「人を育てることばや勧めや励まし」(コリント人への手紙第一 14章3節)を根拠とし、クリスチャンであれば「預言」は可能であると解釈する。ただし預言カフェで「預言」を行うには預言訓練セミナーで一定の訓練を受け修了する必要がある。

## 経営
オーナーの吉田万代は、国立音楽大学卒。ドイツ州立フォルクヴァング音大にてピアノを学び、帰国後、神学と預言の学びと訓練を受け、教会での働きに入った預言者であり、教会賛美のシンガーソングライター、牧師であるとされる。共に活動する夫、吉田浩も国立音楽大学卒業し、帰国後、佐野キリスト教会聖書学校を卒業した使徒的・預言的教えの教師、牧師、声楽家であるという。
アライズ東京キリスト教会は、以前は公式ホームページに「クリスチャン・インターナショナル・アジア（CIA）東京キリスト教会」であると書かれていた。

## 系譜
クリスチャン・インターナショナルは、1988年ロナルド・サーカによって設立された。日本アッセンブリーズ・オブ・ゴッド教団牧師村上密によれば、ロナルド・サーカは「預言訓練セミナー」等を主催し「預言者」を育てており、2010年に「クリスチャン・インターナショナル・アジア」から「ARISE5佐野リバイバルセンター」にバーバラ・ヨーダの「預言」によって名称変更された。村上は後の雨運動の系譜に連なるものであると指摘する。
Catch The Fire公式ページには、ロナルド・サーカ夫妻が2010年にARISE5を設立し、2020年4月にARISE5とCatch The Fireは合併したと書かれている。

## 評価
異端・カルト問題に取り組むウィリアム・ウッドは著書で「新使徒的改革」に影響された預言カフェの危険性を指摘する。一方、預言カフェで「預言」を体験した川島堅二（東北学院大学教授）は、ウッドの批判に「耳を傾けるべきだろう」としながらも、「警戒すべきカルトではなく、むしろ現代におけるキリスト教伝道の可能性への果敢な挑戦と思うようになった。」とキリスト新聞紙上のコラムで述べる。